# Bendaoud
Bendaoud (em árabe: بن داود) é uma comuna localizada na província de Relizane, Argélia. De acordo com o censo de 2008, a população total da cidade era de 17 953 habitantes.